# Ludwig Richard Conradi
Ludwig Richard Conradi (* 20. März 1856 in Karlsruhe; † 16. September 1939 in Hamburg) war ein deutscher Missionar und Missionsdirektor der Freikirche der Siebenten-Tags-Adventisten.

## Leben
Da sein Vater früh verstarb, wurde er von einem Eisenbahnbeamten als Pflegekind erzogen. Schon früh lernte er Sprachen wie Latein, Griechisch, Französisch und wollte angeblich Missionar werden. Zu jener Zeit war er katholisch. 1872 wanderte er in die USA aus und ließ sich in New York nieder. 1878 nahm er Arbeit auf einer Farm an. Unterkunft fand er bei einer adventistischen Familie, deren Gemeinschaft er sich daraufhin anschloss. 1878 wurde er von den Adventisten getauft. 1879 traf Conradi zum ersten Mal Ellen G. White, eine Mitgründerin der Adventisten in den USA. Bald darauf begann Conradi, als Evangelist missionarisch für die Gemeinschaft zu arbeiten.
1886 reiste Conradi mit William C. White, dem Sohn Ellen Whites, in die Schweiz. Sein Wirken in der Schweiz und später in Deutschland hat die Entwicklung der Adventisten in dieser Region maßgeblich geprägt. In Basel besaßen die Adventisten eine gemeindeeigene Druckerei, die die Schriften der Gemeinschaft druckte. Doch verschiedene Probleme mit den Behörden führten zur Schließung des Verlages. Conradi war dort nur teilweise beteiligt. Daraufhin zog Conradi nach Hamburg und baute dort ein eigenes Verlagshaus mit Druckerei, das für die Adventisten tätig ist und wo er auch seine eigenen Publikationen verlegte. Sein Verlag Internationale Traktatgesellschaft befand sich am Grindelberg 15a und verlegte „christliche Bücher, Zeitschriften und kleinere Schriften in allen leitenden Sprachen“. 1888 wurde Conradi als Missionsdirektor der Leiter der europäischen Division der Adventisten.
1932 kam es jedoch zum Bruch mit der Gemeinschaft der Siebenten-Tags-Adventisten, da Conradi den Status Ellen Whites als „Prophetin“ nicht länger anerkannte, nachdem er Auslassungen und andere Unregelmäßigkeiten in ihren Schriften entdeckt hatte, was zu seiner Pensionierung von der Schriftleitung der adventistischen Zeitschrift Herold im Jahr 1931 führte. Er verzichtete 1932 auf seine Pension und gründete darauf mit mehreren tausend Adventisten „autonome Gemeinden“, die sich 1936 zu den Vereinigten Evangelischen Christen des Siebenten Tags zusammenschlossen. Die Gemeinschaft war vor allem in Deutschland, Polen und der Tschechoslowakei verbreitet, ging aber in den Wirren des Zweiten Weltkriegs unter.

## Publikationen
- Der Dienst der guten Engel und die Nachstellungen der gefallenen, nebst biblischen Fingerzeigen mit Bezug auf ihren Ursprung und ihr Geschick. Internationale Traktatgesellschaft, Hamburg, Basel u. a. (2., in umgearbeiteter und vergrößerte Form erschienene Auflage) 1898, weitere Auflagen: 1913 und (300. Tausend) 1915.
- Der Seher am Hofe Babels oder die Weltgeschichte im Lichte der Bibel. Internationale Traktatgesellschaft.
- Der Seher von Patmos. Eine Betrachtung über das letzte Buch der Bibel. Internationale Traktatgesellschaft.
- Die beiden letzten in einem Band: Daniel und die Offenbarung. Internationale Traktatgesellschaft.